# Иван Араклиев
Иван Григоров Араклиев е деец на БРП (к). Участник в комунистическото съпротивителното движение по време на Втората световна война. Партизанин и командир на Партизански отряд „Асен Златаров“. Командир на Седма Хасковска въстаническа оперативна зона на Народоосвободителна въстаническа армия (НОВА).

## Биография
Иван Араклиев е роден на 28 октомври 1915 г. в гр. Хасково. Активен член на РМС (1930) и БРП (к) (1933). Работи в тютюневото производство. За политическата си дейност след преврата на 19 май 1934 г. е осъден по ЗЗД на 6,5 години затвор. Член на окръжното ръководство на БРП (к) в Хасково (1940).
Участва в комунистическото съпротивително движение по време на Втората световна война. Ръководи създаването на Партизанската чета „Ангел войвода“. Командир е на Партизански отряд „Асен Златаров“. Командир на Седма Хасковска въстаническа оперативна зона на НОВА. През 1943 г. е осъден задочно на смърт по Закона за защита на държавата.
След 9 септември 1944 г. работи в партийния апарат в Хасково (1944 – 1948), офицер в Българската армия (1948 – 1952). Завършва юридическия факултет на Софийския университет. Секретар на ОК на БКП (Хасково). От 1966 г. е член на ЦРК при ЦК на БКП.
Награден от правителството на Народна република България за периода от 1944 – 1990 г. със:
- Звание „Герой на Социалистическия труд“
- Орден „Георги Димитров“ – три пъти
- Орден „Червено Знаме на Труда“
- Орден „9 септември 1944 г.“ III ст.
- Орден „Народна република България“ III ст.
- Орден „За Народна Свобода 1941 – 1944 г.“ II ст.
- Орден „Народна република България“ I ст.
- Медал „25 г. Народна Власт“
- Орден „40 г. Народна Власт“
- Орден „100 г.от Рождението на Георги Димитров“- два пъти